# Videojoc de rol
Els jocs de rol per ordinador (CRPG són les seves sigles en anglès), sovint escurçat a simplement (i incorrectament) jocs de rol (RPG), són un tipus de videojoc que típicament usen els elements dels jocs de rol que es juguen en persona. Els jocs de rol per a ordinador inclouen una gamma ampla d'estils i tipus de motors de joc i s'han diversificat significativament.
Els elements de joc dels RPG es poden trobar en videojocs d'estratègia en temps real, shooters en primera persona, shooters en tercera persona, i alguns altres tipus com jocs en línia multijugador (MUD, multiple-user dungeon).
Aquests poden ser en temps real o per torns. Algunes característiques, entre d'altres, són: tenen un escenari per a jugar, cada jugador té un o més personatges a la vegada i es pot jugar sol o en multijugador (no confondre amb jocs d'estratègia). Tenen com a base fonamental complir una missió. Molts fan que el personatge evolucioni a partir de trobades amb monstres, companys o objectes, de manera que pot millorar habilitats o obtenir bonificacions, sovint mesurades a partir de l'adquisició de punts d'experiència. A diferència dels jocs de plataformes, el jugador té un marge de llibertat per a decidir els moviments i accions dels personatges.
S'acostuma a dividir els videojocs en jocs d'estil occidental i d'estil oriental. Els occidentals tenen un dibuix més fosc i permeten més llibertat al jugador, mentre que els orientals acostumen a basar-se en uns gràfics pròxims al manga i tenen una acció més ràpida.

## Videojocs destacables històricament
- Rogue, 1980: primer videojoc que explora a fons el concepte cova subterrània com a laberint, base de la majoria de mapes posteriors del gènere.
- Ultima I, 1981: inici d'una de les sagues més populars.
- Dragon Quest, 1986: inici de l'escola japonesa de videojocs de rol.
- Final Fantasy I, 1987: primer joc d'una saga supervendes.
- Might and Magic: The Secret of The Inner Sanctum, 1987: inici d'una de les sagues que compta amb més versions per a diferents formats i consoles.
- Secret of Mana, 1993: un dels èxits del mercat de les consoles, combina elements de les sagues anteriors.
- Chrono Trigger, 1995: destaca per la varietat d'històries possibles i per fer evolucionar el sistema de combat.
- Super Mario RPG: Legend of the Seven Stars, 1996: incursió del Mario, un dels personatges més populars del món dels videojocs, en el món de rol, prova de la popularitat del gènere.
- Arc the Lad III, 1999,: joc de rol tàctic japonès per a PlayStation.
- EverQuest, 1999: MMORPG molt popular que va fer esclatar la polèmica per l'ús de diners reals i pel grau d'addicció que provocava.
- Kingdom Hearts, 2002: joc que va acostar el públic infantil al gènere.
- Fable, 2004: famós per les accions diferents que podien fer els personatges.
- World of Warcraft, 2004: un dels jocs massius més popular.
- League of Legends, 2009: amb més de 100 milions d'usuaris registrats.